# Dolomitkarbonatit
Dolomitkarbonatite sind magmatische Gesteine, die zur Gruppe der Karbonatite gehören. Sie bestehen zu mehr als 50 Volumenprozent aus Dolomit. Dolomitkarbonatite können weiter in Beforsite und Rauhaugite unterteilt werden.

## Definition und Erstbeschreibung
Dolomitkarbonatite werden über den sogenannten modalen Dolomitgehalt definiert, der mehr als 50 Volumenprozent betragen muss. Sie wurden zum ersten Mal im Jahr 1935 von Walter Ehrenreich Tröger wissenschaftlich beschrieben.

## Mineralogie
Hauptmineral bei Dolomitkarbonatiten ist definitionsgemäß Dolomit, das mit mehr als 50 Volumenprozent vertreten ist. Der mitunter eisenreiche Dolomit kann auch von Ankerit oder dolomitischem Ankerit teilweise ersetzt werden, wie beispielsweise bei den dolomitisch-ankeritischen Beforsitgängen von Schelingen im Kaiserstuhl.
Weitere Karbonate sind  Calcit, Magnesit, Siderit und Magnesium-reicher Siderit. Dazu gesellen sich gewöhnlich Apatit, Baryt, Magnetit, Natrium-reicher Orthoklas, Titanit, Biotit,  Quarz und Sulfidminerale, seltener auch Melilith und Riebeckit.
Akzessorien sind Pyrochlor (auch Uran-reich), Columbit, Monazit, Zirkon, Phlogopit, Amphibol (beispielsweise Magnesium-reicher Arfvedsonit) und Niacolit.
Als Alterationsmineral fungiert Chlorit.
Hohlräume im Gestein können mit Kohlendioxid gefüllt sein.

## Chemische Zusammensetzung
Als Beispiel für die chemische Zusammensetzung von Dolomitkarbonatiten möge der Beforsit von Alnön dienen:
| Gew. % | Beforsit vom Alnö-Komplex |
| ------ | ------------------------- |
| SiO2   | 6,12                      |
| TiO2   | 0,68                      |
| Al2O3  | 1,31                      |
| Fe2O3  | 6,94                      |
| MnO    | 0,75                      |
| MgO    | 12,75                     |
| CaO    | 29,03                     |
| Na2O   | 0,14                      |
| K2O    | 0,79                      |
| P2O5   | 2,66                      |
| CO2    | 37,03                     |
| BaO    | 0,11                      |
| SrO    | 0,0,10                    |